# Andrianiv, Horodok
Andrianiv (în ucraineană Андріянів) este un sat în comuna Klițko din raionul Horodok, regiunea Liov, Ucraina.

## Demografie
Componența lingvistică a localității Andrianiv
     Ucraineană (98,62%)
     Alte limbi (0,55%)
Conform recensământului din 2001, majoritatea populației localității Andrianiv era vorbitoare de ucraineană (98,62%), existând în minoritate și vorbitori de alte limbi.